# Carmichaelia grandiflora
Carmichaelia grandiflora là một loài thực vật có hoa trong họ Đậu. Loài này được (Benth.) Hook.f. miêu tả khoa học đầu tiên.